# Амчигача
Амчигача (Амчагача) — река, впадает в Микояновский лиман, протекает по территории Усть-Большерецкого района Камчатского края в России. Длина реки — 82 км, площадь водосборного бассейна — 286 км².

## Описание
Амчигача начинается из болотных озёрец на высоте около 119 м над уровнем моря. От истока течёт на северо-восток и вскоре поворачивает на юг, потом преобладающим направлением течением становится юго-запад. Около устья соединяется протоками с Большой. Юго-западнее села Усть-Большерецк впадает в Микояновский лиман, относящийся к бассейну Большой.

## Данные водного реестра
По данным государственного водного реестра России и геоинформационной системы водохозяйственного районирования территории РФ, подготовленной Федеральным агентством водных ресурсов:
- Бассейновый округ — Анадыро-Колымский;
- Речной бассейн — Реки Камчатки бассейна Охотского моря (до Пенжины);
- Речной подбассейн — отсутствует;
- Водохозяйственный участок — Бассейны рек Охотского моря полуострова Камчатка южнее южной границы бассейна реки Тигиль[4].

Код объекта в государственном водном реестре — 19080000212120000026976.